# Phaethornis superciliosus
El ermitaño colilargo común  (Phaethornis superciliosus), también denominado ermitaño guayanés (en Venezuela, ermitaño colilargo, ermitaño de cola larga o ermitaño rabudo (en Colombia), es una especie de ave apodiforme de la familia Trochilidae, perteneciente al numeroso género Phaethornis. Es nativo de América del Sur en el escudo guayanés y noreste de la cuenca del Amazonas. 

## Distribución y hábitat
Se distribuye en el sur y este de Venezuela, Guyana, Surinam, Guayana Francesa y norte y este de la Amazonia brasileña, al sur hasta el sur de Pará y al este hasta el oeste de Maranhão, posiblemente también en el extremo oriental de Colombia.
Esta especie es considerada común en sus hábitats naturales: el sotobosque y los bordes de selvas húmedas de tierras bajas y adyacentes bosques semi-caducifolios, bosques en galería, crecimientos secundarios, ambientes ribereños tales como orillas de ríos y bosques de várzea e igapó. Desde el nivel del mar hasta los 1400 m en las montañas del sur de Venezuela.

## Descripción
Mide en promedio 13,5 cm de longitud y pesa 4.6 g. El pico es muy largo y curvado (3,6 a 4,3 cm), rojo con la punta negra. La cola verde comprende dos plumas de mayor longitud (6,3 a 6,8 cm) que las demás y tienen una mancha blanca en el extremo. El resto de las partes superiores son pardas. Tiene una máscara oscura rodeando el ojo, bordeada por encima y por debajo con rayas beige blanquecinas. El vientre es gris pálido. Los sexos son similares, aunque la hembra es ligeramente más pequeña.

## Ecología
Es una especie sedentaria que habita en el sotobosque, generalmente cerca del agua y de las plantas de las que se alimenta. 
Durante la temporada de reproducción, los machos cantan en leks comunitarios de hasta varias decenas de aves, y mueven sus largas colas. Cantar en los leks competitivos puede ocupar la mitad de las horas del día, a propósito de atraer a las hembras. La hembra escoge el mejor cantante del lek para aparearse. La canción se compone de agudos «tsuk».
La hembra es la única responsable de la construcción del nido, de la incubación y de la alimentación de los polluelos. Pone dos huevos blancos en un nido cónico de fibras y telas de araña suspendido de una gran Heliconia o de un banano.
El alimento principal de esta especie es el néctar, tomado de flores grandes, tales como Heliconias, jengibre (Zingiber officinale) o flores de la pasión (Passiflora), y pequeños insectoss y arañas como una fuente esencial de proteínas. Las crías se alimentan con regurgitados de invertebrados aportados por la madre. Se alimentan siguiendo un circuito marcado, que les puede llevar más de un kilómetro.

## Sistemática

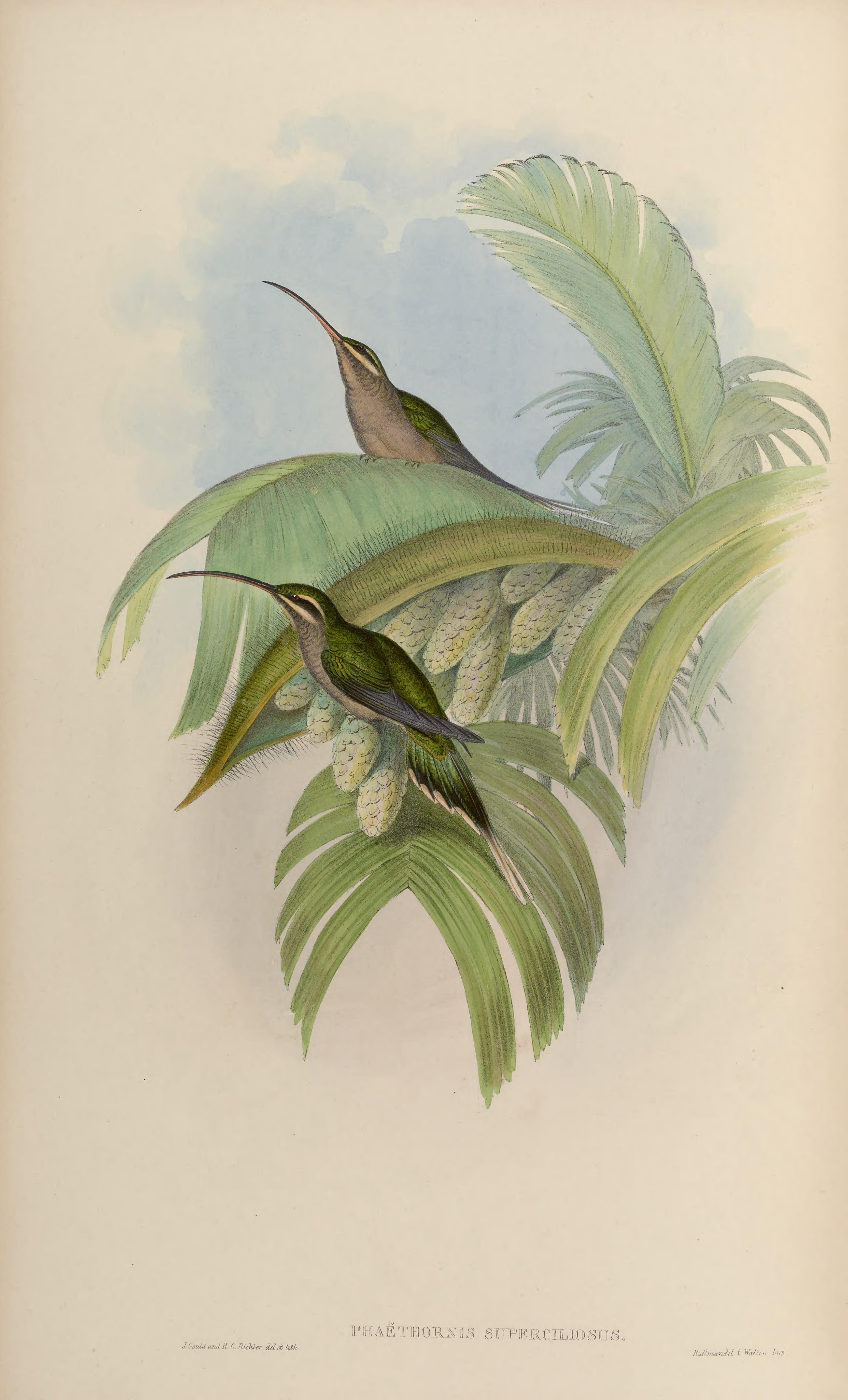
Phaëthornis superciliosus, ilustración de Gould y Richter en A monograph of the Trochilidae, or family of humming-birds vol. 1, 1861.

### Descripción original
La especie P. superciliosus fue descrita por primera vez por el naturalista sueco Carlos Linneo en 1766 bajo el nombre científico Trochilus superciliosus; su localidad tipo es: «Cayena, Guayana Francesa».

### Etimología
El nombre genérico masculino «Phaethornis» se compone de las palabras del griego «phaethōn» que significa ‘sol’ y «ornis» que significa ‘pájaro’; y el nombre de la especie «superciliosus», en latín significa ‘con cejas’.

### Taxonomía
La taxonomía del grupo al que pertenece la presente especie es complicada, ya que existen poblaciones similares a ambos lados de los Andes y en América Central. Originalmente se clasificó a todas las poblaciones como una sola especie de ermitaño de cola larga, bajo el nombre prioritario P. superciliosus. La población del oeste y América Central se separó después como ermitaño colilargo norteño (Phaethornis longirostris), y la del este como ermitaño colilargo oriental (P. superciliosus). 
También existe bastante confusión entre la presente y el ermitaño picogrande P. malaris —que junto a P. longirostris forman un trío bastante semejantes entre sí—: la mayoría de los taxones antes tratados como subespecies de superciliosus (bolivianus, insolitus, margarettae, moorei y ochraceiventris) ahora se asignan a malaris. Es necesario un estudio taxonómico en profundidad de las relaciones de todo el grupo longirostris/malaris/superciliosus.
Los estudios genéticos más recientes de McGuire et al. (2014) indican que P. longirostris es hermana de P. mexicanus (anteriormente también incluida en el ampliamente definido P. superciliosus) y que P. superciliosus y P. malaris como actualmente definidos son parientes más próximos de P. guy y P. yaruqui que del propio P. longirostris, confirmando su tratamiento como especie separada.
La forma descrita P. superciliosus saturatior Simon, 1921, de Venezuela, se considera indivisible de la nominal.

### Subespecies
Según las clasificaciones del Congreso Ornitológico Internacional (IOC)  y Clements Checklist/eBird  se reconocen dos subespecies, con su correspondiente distribución geográfica:
- Phaethornis superciliosus superciliosus (Linnaeus), 1766 – sur y este de Venezuela, las Guayanas y norte de Brasil al norte del río Amazonas (en Roraima, norreste de Amazonas, Amapá y norte de Pará).
- Phaethornis superciliosus muelleri Hellmayr, 1911 – norte de Brasil al sur del río Amazonas (en Pará y Maranhão).